# 1984年ロサンゼルスオリンピックのフィンランド選手団
1984年ロサンゼルスオリンピックのフィンランド選手団（1984ねんロサンゼルスオリンピックのフィンランドせんしゅだん）は、1984年7月28日から8月12日にかけてアメリカ合衆国のロサンゼルスで開催された1984年ロサンゼルスオリンピックのフィンランド選手団、およびその競技結果。

## 概要
今大会は金メダル4個、銀メダル2個、銅メダル6個の合計12個のメダルを獲得した。

## メダル
| メダル | 選手名                 | 競技       | 種目                     |
| ------ | ---------------------- | ---------- | ------------------------ |
| 金     | ユーハ・チアイネン     | 陸上       | 男子ハンマー投げ         |
| 金     | アルト・ハエルコーネン | 陸上       | 男子やり投げ             |
| 金     | ユーコ・サロマキ       | レスリング | 男子グレコローマン74kg級 |
| 銀     | ティーナ・リラク       | 陸上       | 女子やり投げ             |
| 銅     | アルト・ブリュガレ     | 陸上       | 男子110mハードル         |
| 銅     | ヨニ・ナイマン         | ボクシング | 男子ウェルター級         |